# Ni rendición, ni retirada
La Cuarta Temporada de Babylon 5 abarca el año 2261 y toma su título general del episodio 15. La película Thirdspace (Tercerespacio) se sitúa entre los episodios 8 y 9.

## La Hora de la Loba
- Guionista: J. Michael Straczynski
- Director: David Eagle
- Título original: The Hour of the Wolf

Con John Sheridan muerto y Garibaldi desaparecido, Ivanova ha quedado al cargo de la estación y de la guerra, pero no es fácil. Las sombras han cesado sus ataques para reagruparse, dando a los demás mundos una falsa sensación de seguridad. Y los vorlon tienen, como siempre, sus propios planes. Por su parte, Londo ha vuelto a la Base Centauri y G'Kar decide ir en busca de Garibaldi.
- Primera aparición de Lórien.

## ¿Qué le puede haber pasado al Sr. Garibaldi?
- Guionista: J. Michael Straczynski
- Director: Kevin Dobson
- Título original: Whatever Happened to Mr. Garibaldi?

Mientras G'Kar encuentra una pista sobre el paradero de Garibaldi, ayudado por Marcus, Lorien le da a Sheridan la mala noticia: debe enfrentarse al hecho de que está muerto.

## El Llamamiento
- Guionista: J. Michael Straczynski
- Director: John McPherson
- Título original: The Summoning

Sheridan vuelve de Z'ha'dum con Lorien, el Primero. Garibaldi ha sido rescatado. G'Kar está sufriendo tortura en Centaury Prime. Ivanova y Lyta regresan con una devastadora noticia: Los vorlons están atacando a los aliados de las Sombras y para ello, destruyen planetas enteros.

## Caída Hacia el Apoteosis
- Guionista: J. Michael Straczynski
- Director: David Eagle
- Título original: Falling Towards Apotheosis

Los vorlons y las sombras luchan y destruyen planetas a su paso. Londo planea asesinar a Cartagia. En Babylon 5 están a punto de echar a Kosh.

## La Larga Noche
- Guionista: J. Michael Straczynski
- Director: John LaFia
- Título original: The Long Night

Mientras el ejército de la Luz se prepara para responder a las Sombras, Londo y Vir continúan conspirando contra Cartagia. Ivanova y Lorien van a buscar a los Primeros.

## Dentro del Fuego
- Guionista: J. Michael Straczynski
- Director: Kevin Dobson
- Título original: Into the Fire

Los vorlon, las sombras, los Primeros y el "Ejército de la Luz" de Babylon 5 confluyen en Corianna 6 para la que muy bien podría ser la batalla final.

## Epifanías
- Guionista: J. Michael Straczynski
- Director: John Flinn III
- Título original: Epiphanies

Bester vuelve a Babylon 5 y pide ir a Z'ha'dum para recuperar tecnología sombra. Garibaldi dimite como jefe de seguridad de Babylon 5.

## La Ilusión de la Verdad
- Guionista: J. Michael Straczynski
- Director: Stephen Furst
- Título original: The Illusion of Truth

Dan Randall llega a la estación a la cabeza de un grupo de reporteros de la ISN para realizar un reportaje. Aunque el resultado final será propaganda, asegura que puede colar algo de verdad en él sin que sus jefes se den cuenta.

## Expiación
- Guionista: J. Michael Straczynski
- Director: Tony Dow
- Título original: Atonement

Delenn debe enfrentarse a los secretos de su pasado para decidir su futuro. El más oscuro secreto de los minbari se revela.

## Carrera a Marte
- Guionista: J. Michael Straczynski
- Director: Jesús Salvador Treviño
- Título original: Racing Mars

Franklin y Marcus llegan a Marte para reunirse con los principales líderes de la Resistencia, Garibaldi recibe una oferta de trabajo, Ivanova busca alternativas para sortear el embargo y los rituales minbari ponen a prueba la tolerancia religiosa de Sheridan.
- Primera aparición de Número Uno.

## Líneas de comunicación
- Guionista: J. Michael Straczynski
- Director: John Flinn III
- Título original: Lines of Comunication

Delenn investiga unos ataques que se han producido contra algunos aliados de los Minbari. Minbar empieza a ser arrastrado a la guerra civil.

## Conflictos de Interés
- Guionista: J. Michael Straczynski
- Director: David Eagle
- Título original: Conflicts of Interest

Garibaldi recibe su primer encargo de sus nuevos clientes que incluye enfrentarse al cuerpo de seguridad de la estación.

## Rumores, Pactos y Mentiras
- Guionista: J. Michael Straczynski
- Director: Mike Vejar
- Título original: Rumours, Bargains and Lies

Convencer a los gobiernos alienígenas de que la Flota del Estrella Blanca patrulle sus fronteras para defenderles no será fácil. La única estrategia que podría funcionar: "no convencerles". Entretanto, Delenn recluta Neroon como aliado para detener la inminente guerra civil en Minbar.

## Momentos de Transición
- Guionista: J. Michael Straczynski
- Director: Tony Dow
- Título original: Moments of Transition

La casta religiosa se rinde pero exige su lugar en el Gobierno. Tras unos ataques de las Fuerzas Terrestres a civiles, Sheridan decide actuar.

## Sin Rendición Ni Retirada
- Guionista: J. Michael Straczynski
- Director: Mike Vejar
- Título original: No Surrender, No Retreat

Las fuerzas de Sheridan intentan liberar Próxima 3. Londo intenta sumar el apoyo de G'Kar para la lucha de Sheridan contra la Tierra.

## El Ejercicio de los Poderes Vitales
- Guionista: J. Michael Straczynski
- Director: John LaFia
- Título original: The Exercise of Vital Powers

Garibaldi llega a Marte y se encuentra con William Edgars.

## El Rostro del Enemigo
- Guionista: J. Michael Straczynski
- Director: Mike Vejar
- Título original: The Face of the Enemy

Sheridan es capturado por las fuerzas de Clark por culpa de una trampa tendida por Garibaldi.

## Intersecciones en Tiempo Real
- Guionista: J. Michael Straczynski
- Director: John LaFia
- Título original: Intersections in Real Time

Sheridan y William, su interrogador, establecen una batalla de voluntades.
- Este debía ser el último episodio de la 4ª temporada, pero se aceleró la trama cuando parecía que no habría 5ª.
- Sincronicidad babylónica: Este episodio, que debe mucho a la novela 1984 de George Orwell, es casualmente el número 84 de la serie.
- El episodio completo fue filmado en segmentos enteros, sin interrupciones, por lo que cada escena es en "tiempo real".

## Entre la Oscuridad y la Luz
- Guionista: J. Michael Straczynski
- Director: David Eagle
- Título original: Between the Darkness and the Light

La flota se dirige hacia una trampa mientras Garibaldi intenta convencer a la Resistencia de que puede rescatar a Sheridan.

## Fin del Juego
- Guionista: J. Michael Straczynski
- Director: John Copeland
- Título original: Endgame

La batalla final por la Tierra está a punto de comenzar. Pero antes: Marte.

## Estrella Naciente
- Guionista: J. Michael Straczynski
- Director: Tony Dow
- Título original: Rising Star

La guerra ha terminado. Ahora hay que lidiar con sus consecuencias, y construir un futuro pacífico puede ser tan arduo como ganar una guerra. O más.

## La Deconstrucción de las Estrellas Caídas
- Guionista: J. Michael Straczynski
- Director: Stephen Furst
- Título original: The Deconstruction of Falling Stars

Reverenciadas, criticadas, manipuladas o denostadas. Tal es el destino de las figuras históricas en los siglos posteriores a su muerte. Y, mal que les pese, Sheridan, Delenn e Ivanova pasarán a la historia.
- Este capítulo es en realidad, en términos de producción, el primero de la 5ª temporada. En un momento en que se daba por seguro que no habría más que 4 temporadas de las 5 previstas, se rodó Durmiendo en la Luz. Cuando se consiguió una última temporada, dicho episodio se reservó durante un año entero para que fuera el último de la serie, y se rodó y emitió este en su lugar.

- Datos: Q7045040